# Ahmed Hadjali
Ahmed Hadjali (født 16. juni 1976 i Boghni, Tizi Ouzou, død 28. september 2022) var en algerisk håndboldspiller som spillede for den franske klub US Ivry Handball og det algeriske landshold.
Hadjali deltog med håndboldlandsholdet under VM i håndbold 2009 i Kroatien.